# Anne Hathaway (Shakespeare)
Anne Hathaway (n. 1555-1556 - d. 6 august 1623) a fost soția dramaturgului și poetului englez William Shakespeare. Se cunosc puține lucruri despre viața ei din acea vreme. Anne Hathaway s-a căsătorit cu Shakespeare în 1582 în satul Temple Grafton, aproape de Stratford-upon-Avon. A trăit în Stratford toată viața, chiar și în timp ce Shakespeare a lucrat și trăit în Londra. Ea a murit în Stratford la 6 august 1623 și este înmormântată lângă soțul ei în Biserica Sfânta Treime, Stratford.

## Viața
Se crede că Anne Hathaway a crescut în Shottery, un sat mic, la vest de Stratford-upon-Avon, Warwickshire, Anglia. Se presupune că ea a crescut într-o fermă, care a fost casa familiei Hathaway, aceasta fiind acum o atracție turistică majoră pentru sat. Tatăl ei, Richard Hathaway, a fost fermier yeoman („om liber”). El a murit în septembrie 1581 și a lăsat fiicei sale suma de zece mărci sau £6 13s 4d (șase livre, treisprezece șilingi și patru pence), care urma „să i se plătească în ziua căsătoriei ei”. În testamentul tatălui ei, numele ei este scris ca Agnes, ceea ce a dus ca unii cercetători să creadă că ea ar trebui să fie menționată ca Agnes Hathaway.